# Milagro (álbum)
Milagro é o décimo sexto álbum de estúdio da banda americana Santana, lançado em Maio de 1992 e chegou a 102ª posição nas paradas da Billboard 200.

## Faixas
| N.º | Título                                 | Música                    | Duração |  |
| 1.  | "Introduction — Bill Graham (Milagro)" | Johnson, Marley, Santana  | 7:34    |  |
| 2.  | "Somewhere in Heaven"                  | Ligertwood, Santana       | 9:59    |  |
| 3.  | "Saja/Right On"                        | Derouen, Gaye, Roccisano  | 8:51    |  |
| 4.  | "Your Touch"                           | Santana, Thompson         | 6:34    |  |
| 5.  | "Life Is for Living"                   | Sefolosha                 | 4:39    |  |
| 6.  | "Red Prophet"                          | Rietveld                  | 5:35    |  |
| 7.  | "Agua que va caer"                     | Valdes, Arango            | 4:22    |  |
| 8.  | "Make Somebody Happy"                  | Santana, Ligertwood       | 4:14    |  |
| 9.  | "Free All the People (South Africa)"   | Holmes                    | 6:04    |  |
| 10. | "Gypsy/Grajonca"                       | Santana, Thompson         | 7:09    |  |
| 11. | "We Don't Have to Wait"                | Santana, Peraza, Thompson | 4:34    |  |
| 12. | "A Dios"                               | Santana, Coltrane, Evans  | 1:21    |  |

## Formação
- Carlos Santana — guitarra, vocais
- Tony Lindsay — vocais ("Life Is for Living", "Make Somebody Happy")
- Alex Ligertwood — vocais ("Somewhere in Heaven")
- Larry Graham — vocais ("Right On")
- Chester Thompson — teclados, arranjos de metais de sopro e cordas, vocais de apoio
- Rebeca Mauleon — piano ("Agua que va a caer")
- Benny Rietveld — baixo
- Walfredo Reyes — bateria, percussão
- Raul Rekow — timbales, percussão, vocais
- Karl Perazzo — timbales, guido, quinto, bongo, vocals
- Billy Johnson — bateria ("Right On", "Your Touch")
- Wayne Wallace — trombone ("Agua que va caer", "Free All the People", "Milagro")
- Bill Ortiz — trompete ("Agua que va caer", "Free All the People", "Milagro")
- Robert Kwock — trompete ("Agua que va caer", "Free All the people", "Milagro")
- Melecio Magdaluyo — saxofone ("Agua que va caer", "Free All the People", "Milagro")
- Bad River Singers — vocais ("Agua que va caer")